# Hybrid Theory
Hybrid Theory è il primo album in studio del gruppo musicale statunitense Linkin Park, pubblicato il 24 ottobre 2000 dalla Warner Bros. Records.
Il disco ha venduto oltre 27 milioni di copie in tutto il mondo e negli Stati Uniti d'America è stato certificato disco di diamante, oltre ad aver raggiunto le prime posizioni della classifica Billboard 200.
Nel 2020 la rivista Kerrang! l'ha inserito nella sua lista dei 21 migliori album nu metal di sempre, in seconda posizione.

## Antefatti
In seguito alla pubblicazione dell'EP Hybrid Theory (1999), il gruppo riuscì ad ottenere un contratto discografico dalla Warner Bros. Records, grazie anche ai consigli di Jeff Blue, che si unì alla Warner dopo essersi dimesso dalla Zomba. Viste le prime difficoltà a trovare un produttore che finanziasse l'album, Don Gilmore decise di prendere le redini del progetto e assunse Andy Wallace al mixer.
I Linkin Park perciò entrarono negli NRG Recording Studios di North Hollywood (California) agli inizi di marzo 2000 per registrare nuovi brani che sarebbero stati inseriti nell'album di debutto. Durate circa quattro settimane, nel corso delle sessioni il gruppo propose i precedenti brani incisi come Xero ed altri composti successivamente nei vari demo distribuiti in tale anno; per l'occasione le parti rappate di Mike Shinoda vennero massicciamente riscritte e corrette, mentre i ritornelli rimasero perlopiù invariati. A causa dell'assenza di Phoenix, il chitarrista Brad Delson registrò la maggior parte delle linee di basso, ad esclusione di One Step Closer (registrata con Scott Koziol), Papercut, A Place for My Head e Forgotten (registrate con Ian Hornbeck). I Dust Brothers collaborarono invece alla realizzazione di With You.
Shinoda, inoltre, disegnò la copertina dell'album, che illustra un soldato con ali di libellula, simboleggiante il carattere appunto "ibrido" della musica dei Linkin Park: il soldato rappresenta l'aggressività e la dinamica del metal/hard rock, le ali di libellula la leggerezza e l'orecchiabilità dell'hip hop.

## Stile e composizione
La musica di Hybrid Theory è il risultato dell'unione di molti stili e ispirazioni differenti. Il cantato di Chester Bennington è influenzato da Depeche Mode, Deftones e Stone Temple Pilots, mentre i riff e la tecnica del chitarrista Brad Delson riprendono Guns N' Roses, The Smiths, U2 e gli stessi Deftones. Come in molti album rap metal del suo periodo, nella maggior parte delle tracce sono presenti parti in rapping, per la cui composizione il secondo cantante Mike Shinoda dichiarò in alcune interviste dell'epoca di aver tratto ispirazione soprattutto dai The Roots.

I testi parlano invece dei problemi con cui Bennington ha dovuto fare i conti durante l'infanzia e l'adolescenza: violenze sessuali, eccessivo e costante abuso di droga e alcol, il divorzio dei suoi genitori, isolamento, delusioni e fallite relazioni sociali. Secondo quanto spiegato da Shinoda, i testi esprimono sentimenti, esperienze ed «emozioni che provi tutti i giorni e di cui puoi parlare». Nel 2002 Bennington dichiarò alla rivista Rolling Stone:

## Promozione
In anticipazione all'uscita dell'album i Linkin Park hanno presentato come primo singolo One Step Closer, entrato in rotazione radiofonica nelle stazioni statunitensi il 28 settembre 2000. La seconda traccia dell'album è caratterizzata da un'introduzione composta da riff di chitarra e percussioni elettroniche, che sfocia poi in un pezzo di chitarre pesanti e distorte e una batteria aggressiva. Nel relativo video musicale è apparso anche Scott Koziol, il quale registrò le linee di basso del brano.
Hybrid Theory è stato pubblicato negli Stati Uniti d'America il 24 ottobre 2000 e alla fine dell'anno entrò nella Billboard 200 alla posizione numero 16 e fu certificato disco d'oro cinque settimane dopo l'uscita.
Durante il 2001 sono stati estratti altri tre singoli: Crawling (vincitore di un Grammy Award alla miglior interpretazione hard rock l'anno successivo), Papercut (uscito per il solo mercato internazionale) e In the End (il cui video fu premiato come miglior video rock agli MTV Video Music Awards 2002). Questi brani si succedettero nella Alternative Airplay stilata da Billboard e tra questi soltanto In the End raggiunse la vetta, apparendo inoltre nelle classifiche di tutto il mondo. Tale successo dietro al singolo è in parte dovuto al posizionamento in classifica di Hybrid Theory, giunto secondo nella Billboard 200, alle spalle di The Eminem Show di Eminem. L'album inoltre raggiunse la Top 10 nelle classifiche di Regno Unito, Svezia, Nuova Zelanda, Austria, Finlandia e Svizzera.
Nel 2001 Hybrid Theory vendette 4 800 000 copie in madrepatria, divenendo il disco più venduto dell'anno. Inoltre, secondo una stima, l'album continuò a vendere 100 000 copie a settimana all'inizio del 2002. Le vendite proseguirono a ritmo veloce negli anni successivi, e nel 2005 Hybrid Theory venne certificato disco di diamante per aver venduto 10 milioni di copie negli Stati Uniti. Fino al 2013 ha venduto 27 milioni di copie in tutto il mondo, rendendolo il più grande successo del gruppo nonché l'album più venduto del XXI secolo. Dopo il successo dell'album i Linkin Park vennero invitati a partecipare a vari tour e concerti, come l'Ozzfest, il Family Values Tour, il KROQ's Almost Acoustic Christmas, e il tour da loro creato, il Projekt Revolution, che hanno avuto loro stessi come headliner e svariati gruppi di supporto, tra cui Adema, Cypress Hill, Korn, Snoop Dogg e Mudvayne. In quel periodo si riunì al gruppo il bassista originario Phoenix. I Linkin Park tennero un giornale online sul proprio sito ufficiale per tutta la durata dei tour, dal 2001 al 2002, nel quale ogni membro del gruppo inseriva le proprie annotazioni. Nel 2001 i Linkin Park sostennero 324 concerti.
Nel 2001 venne reso disponibile anche il video per la quarta traccia Points of Authority, uscito sotto forma di singolo promozionale in Europa. Il video è composto da riprese da alcuni concerti del gruppo con alcune scene di backstage tratte dall'album video Frat Party at the Pankake Festival. Bourdon, circa la composizione del brano, dichiarò alla rivista statunitense Rolling Stone: «Brad [Delson] scrisse questi riff di chitarra, poi tornò a casa. Mike [Shinoda] decise di dividerli in diverse parti e riarrangiarli al computer»; Delson, nella stessa intervista, elogiò l'abilità di Shinoda, descrivendolo come «un genio del livello di Trent Reznor.» Intorno allo stesso periodo il brano conclusivo Pushing Me Away fu distribuito sotto forma di disco promozionale in Francia.
L'11 marzo 2002 venne pubblicata un'edizione speciale dell'album riservato esclusivamente al mercato asiatico. Questa versione, oltre a contenere il disco originale, contiene un secondo disco costituito da cinque tracce, di cui tre eseguite dal vivo al Docklands Arena di Londra (Papercut, Points of Authority e A Place for My Head) e le altre due inedite: My December e il rifacimento di High Voltage. Il 20 aprile 2013, in occasione del Record Store Day, il gruppo ha ripubblicato in un numero limitato a 3 000 una speciale edizione in vinile dell'album contenente anche il 10" di One Step Closer.
L'11 agosto 2020 i Linkin Park hanno annunciato un'edizione deluxe di Hybrid Theory volta a celebrare i vent'anni dalla sua pubblicazione. Uscita il 9 ottobre dello stesso anno, il cofanetto contiene l'album originale, il disco di remix Reanimation, l'EP Hybrid Theory, tre DVD (tra cui Frat Party at the Pankake Festival), tutte le b-side pubblicate tra il 2001 e il 2002 e svariate demo, di cui alcune rese disponibili precedentemente negli EP distribuiti dal fan club LP Underground.

## Accoglienza
| Recensione    | Giudizio |
| ------------- | -------- |
| AllMusic      |          |
| Melodic       |          |
| Melody Maker  |          |
| NME           | 6/10     |
| Pitchfork     | 7.6/10   |
| Q             |          |
| Rolling Stone |          |

Le recensioni dell'album furono molto contrastanti. Alcuni critici ebbero impressioni positive: Stephanie Dickison di PopMatters dichiarò che i Linkin Park erano «un gruppo di gran lunga più complesso e talentuoso di certe boy band hard rock», aggiungendo che «loro continueranno ad affascinare e sfidare i suoni standard della musica». Sputnikmusic descrisse Hybrid Theory come «un chiaro album mainstream all'alba del nuovo secolo, e per buone ragioni», e diede all'album tre stelle su cinque. Robert Christgau del Village Voice scrisse che «gli adulti non hanno idea di cosa provano i ragazzi arrabbiati» e diede all'album due stelle più una menzione d'onore, citando Papercut e Points of Authority come vette più alte dell'album. Jenny Eliscu di Rolling Stone commentò che l'album «sprigiona tanta potenza quanto quella dei Limp Bizkit o dei Korn», e lo definì un album che «riflette la frustrazione della vita».
Altre critiche, comunque, sconsigliarono l'album: Sputnikmusic, dopo aver inizialmente apprezzato l'album, dichiarò che «Hybrid Theory ha degli evidenti inconvenienti», descrivendo i riff di chitarra di Brad Delson «spesso insulsi e non originali» e aggiunse che «manca varietà [nell'album]». William Ruhlmann di AllMusic disse che «i Linkin Park hanno uno stile già stracotto» e definì One Step Closer «un tipico sforzo», riferendosi al ritornello.

## Riconoscimenti
Malgrado alcune recensioni negative, Hybrid Theory venne inserito in molte classifiche speciali stilate da varie testate musicali e siti internet. Alcune delle più importanti di queste liste che includono Hybrid Theory sono riportate qui di seguito:
| Anno | Pubblicazione              | Paese                 | Riconoscimento                                 | Posizione |
| ---- | -------------------------- | --------------------- | ---------------------------------------------- | --------- |
| 2001 | The Village Voice          | Stati Uniti d'America | Pazz & Jop                                     | 159       |
| 2001 | Record Collector           | Regno Unito           | Best of 2001                                   | —         |
| 2005 | Classic Rock               | Regno Unito           | The 100 Greatest Rock Albums of All-Time       | 72        |
| 2006 | Rock Sound                 | Francia               | Les 150 albums de la génération                | 58        |
| 2006 | Robert Dimery              | Stati Uniti d'America | 1001 Albums You Must Hear Before You Die       | —         |
| 2007 | Rock and Roll Hall of Fame | Stati Uniti d'America | The Definitive 200                             | 84        |
| 2012 | Rock Sound                 | Stati Uniti d'America | 101 Modern Classic Albums of the Last 15 Years | 1         |

## Tracce
Testi e musiche dei Linkin Park, eccetto dove indicato.

### Edizione standard
1. Papercut – 3:05
2. One Step Closer – 2:36
3. With You – 3:23 (Linkin Park, The Dust Brothers)
4. Points of Authority – 3:20
5. Crawling – 3:29
6. Runaway – 3:04 (Linkin Park, Mark Wakefield)
7. By Myself – 3:10
8. In the End – 3:36
9. A Place for My Head – 3:05 (Linkin Park, Mark Wakefield, Dave Farrell)
10. Forgotten – 3:15 (Linkin Park, Mark Wakefield, Dave Farrell)
11. Cure for the Itch – 2:37
12. Pushing Me Away – 3:12

Tracce bonus nell'edizione giapponese
1. My December – 4:20 (Mike Shinoda)
2. High Voltage – 3:45

Tracce bonus nell'edizione digitale
1. My December – 4:19 (Mike Shinoda)
2. High Voltage – 3:45
3. Papercut (Live at Yalding House, London, England, 1/12/2001 - BBC One) – 3:09

Tracce bonus nella riedizione deluxe di iTunes del 2013
1. High Voltage (Live) – 3:38
2. My December – 4:19 (Mike Shinoda)
3. Points of Authority (Crystal Method Remix) – 4:56
4. Papercut (Live at Milton Keynes) – 3:50

CD bonus presente nell'edizione speciale
1. Papercut (Live at Docklands Arena, London) – 3:13
2. Points of Authority (Live at Docklands Arena, London) – 3:30
3. A Place for My Head (Live at Docklands Arena, London) – 3:11 (Linkin Park, Mark Wakefield, Dave Farrell)
4. My December – 4:20 (Mike Shinoda)
5. High Voltage – 3:45

### 20th Anniversary Edition
LP 1/CD 1 – Hybrid Theory
1. Papercut – 3:04
2. One Step Closer – 2:37
3. With You – 3:23 (Linkin Park, The Dust Brothers)
4. Points of Authority – 3:20
5. Crawling – 3:28
6. Runaway – 3:03 (Linkin Park, Mark Wakefield)
7. By Myself – 3:09
8. In the End – 3:36
9. A Place for My Head – 3:04 (Linkin Park, Mark Wakefield)
10. Forgotten – 3:14 (Linkin Park, Mark Wakefield)
11. Cure for the Itch – 2:37
12. Pushing Me Away – 3:11

LP 2-3/CD 2 – Reanimation - Hybrid Theory Reimagined By:
1. Opening – 1:07
2. Pts.of.Athrty (Jay Gordon) – 3:45
3. Enth E Nd (KutMasta Kurt featuring Motion Man) – 3:59
4. [Chali] – 0:23
5. Frgt/10 (Alchemist featuring Chali 2na) – 3:31 (Linkin Park, Mark Wakefield)
6. P5hng Me A*wy (Mike Shinoda featuring Stephen Richards) – 4:37
7. Plc.4 Mie HÆd (Amp Live featuring Zion) – 4:20 (Linkin Park, Mark Wakefield)
8. X-Ecutioner Style (featuring Black Thought) – 1:49
9. H! Vltg3 (Evidence featuring Pharoahe Monch & DJ Babu) – 3:30 (Linkin Park, Derek Murphy, Lorenzo Dechalus, Maxwell Dixon)
10. [Riff Raff] – 0:21
11. Wth>You (Chairman Hahn featuring Aceyalone) – 4:12 (Linkin Park, The Dust Brothers)
12. Ntr\Mssion – 0:29
13. Ppr:Kut (Cheapshot & Jubacca featuring Rasco & Planet Asia) – 3:26
14. Rnw@y (Backyard Bangers featuring Phoenix Orion) – 3:13 (Linkin Park, Mark Wakefield)
15. My<Dsmbr (Mickey P. featuring Kelli Ali) – 4:17
16. [Stef] – 0:10
17. By_Myslf (Josh Abraham & Mike Shinoda) – 3:42
18. Kyur4 th Ich (Chairman Hahn) – 2:32
19. 1stp Klosr (The Humble Brothers featuring Jonathan Davis) – 5:46
20. Krwlng (Mike Shinoda featuring Aaron Lewis) – 5:40

LP 4 – Hybrid Theory EP
1. Carousel – 3:02
2. Technique (Short) – 0:39
3. Step Up – 3:54
4. And One – 4:29
5. High Voltage – 3:29
6. Part of Me – 12:44

CD 3 – B-Side Rarities
1. One Step Closer (Rock Mix) – 2:37
2. It's Goin' Down (The X-Ecutioners featuring Mike Shinoda & Mr. Hahn) – 4:09 (Mike Shinoda, Joe Hahn, Anthony Williams, Keith Bailey, Rob Aguilar, Melvin Jones, Alvin Joiner)
3. Papercut (Live from the BBC) – 3:07
4. In the End (Live BBC Radio One) – 3:25
5. Points of Authority (Live BBC Radio One) – 3:24
6. High Voltage – 3:44
7. Step Up (1999 Demo) – 3:54
8. My December – 4:21
9. A Place for My Head (Live at Docklands Arena, London) – 3:10 (Linkin Park, Mark Wakefield)
10. Points of Authority (Live at Docklands Arena, London) – 3:29
11. Papercut (Live at Docklands Arena, London) – 3:12
12. Buy Myself Remix (Marilyn Manson) – 4:27

CD 4 – LPU Rarities
1. In the End (Demo) – 3:48
2. Dedicated (1999 Demo) – 3:11 (Mike Shinoda, Brad Delson, Joe Hahn, Chester Bennington)
3. With You (Live at Docklands Arena, London) – 3:22 (Linkin Park, The Dust Brothers)
4. High Voltage (Live at Docklands Arena, London) – 4:02
5. Points of Authority (Demo) – 3:00
6. Stick and Move ("Runaway" Demo 1998) – 0:55 (Linkin Park, Mark Wakefield)
7. Esaul ("A Place for My Head" Demo) – 3:06 (Linkin Park, Mark Wakefield)
8. Oh No ("Points of Authority" Demo) – 2:04
9. Slip (1998 Unreleased Hybrid Theory Demo) – 3:28 (Linkin Park, Mark Wakefield)
10. Grr (1999 Demo) – 0:26
11. So Far Away (Unreleased 1998) – 2:50
12. Coal (Unreleased Demo 1997) – 3:37
13. Forgotten (Demo) – 3:44 (Linkin Park, Mark Wakefield)
14. Sad ("By Myself" Demo 1999) – 1:08
15. Hurry (1999 Demo) – 2:34
16. Blue (1998 Unreleased Hybrid Theory Demo) – 3:27
17. Chair (1999 "Part of Me" Demo) – 1:56
18. Pts.of.Athrty (Crystal Method Remix) – 4:58

CD 5 – Forgotten Demos
1. Dialate (Xero Demo) – 3:24 (Mike Shinoda, Mark Wakefield, Clifford Smith, Robert Diggs, Corey Woods)
2. Pictureboard (Demo) – 4:01 (Mike Shinoda, Brad Delson, Joe Hahn, Mark Wakefield, Barry White)
3. She Couldn't (Demo) – 5:05 (Mike Shinoda, Brad Delson, Chester Bennington, Brad Baker, Lance Quinn, Joe Thomas, Milo Berger, Erik Meltzer, Donnie Lewis, Yasiin Bey)
4. Could Have Been (Demo) – 4:37
5. Reading My Eyes (Xero Demo) – 2:59 (Mike Shinoda, Mark Wakefield)
6. Rhinestone (Xero Demo) – 3:40 (Mike Shinoda, Brad Delson, Joe Hahn, Mark Wakefield)
7. Esaul (Xero Demo) – 3:07 (Mike Shinoda, Brad Delson, Joe Hahn, Mark Wakefield)
8. Stick N Move (Demo) – 3:17 (Mike Shinoda, Mark Wakefield)
9. Carousel (Demo) – 2:58
10. Points of Authority (Demo) – 3:20
11. Crawling (Demo) – 3:49
12. SuperXero (By Myself Demo) – 3:18

DVD 1
1. Frat Party at the Pankake Festival

DVD 2
1. Projekt Revolution 2002
2. The Sequel to the DVD with the Worst Name We've Ever Come Up With

DVD 3
1. The Fillmore 2001
2. Rock am Ring 2001

MC – Sampler
- Lato A

1. One Step Closer – 2:37

- Lato B

1. With You – 3:23 (Linkin Park, The Dust Brothers)

## Formazione
Hanno partecipato alle registrazioni, secondo le note di copertina:
Gruppo
- Chester Bennington – voce
- Rob Bourdon – batteria, cori
- Brad Delson – chitarra, basso, cori
- Joseph Hahn – giradischi, campionatore, cori
- Mike Shinoda – rapping, voce, beat, campionatore

Altri musicisti
- Ian Hornbeck – basso (tracce 1, 9 e 10)
- Scott Koziol – basso (traccia 2)
- The Dust Brothers – beat aggiuntivi (traccia 3)

Produzione
- Don Gilmore – produzione, ingegneria del suono
- Jeff Blue – produzione esecutiva
- John Ewing Jr. – ingegneria del suono aggiuntiva, Pro Tools
- Mike Shinoda – assistenza Pro Tools
- Matt Griffin – assistenza tecnica
- Steve Sisco – assistenza al missaggio
- Andy Wallace – missaggio
- Brian "Big Bass" Gardner – mastering, montaggio digitale
- Frank "Flem" Maddocks – direzione artistica
- James Minchin III – fotografia, grafica
- Mike Shinoda – illustrazione copertina
- Joseph Hahn – illustrazione

## Classifiche

### Classifiche settimanali
| Classifica (2001)          | Posizione massima |
| -------------------------- | ----------------- |
| Australia                  | 2                 |
| Austria                    | 2                 |
| Belgio (Fiandre)           | 3                 |
| Belgio (Vallonia)          | 8                 |
| Canada                     | 5                 |
| Danimarca                  | 4                 |
| Europa                     | 3                 |
| Finlandia                  | 4                 |
| Francia                    | 17                |
| Germania                   | 2                 |
| Giappone                   | 19                |
| Italia                     | 2                 |
| Norvegia                   | 5                 |
| Nuova Zelanda              | 1                 |
| Paesi Bassi                | 13                |
| Polonia                    | 10                |
| Regno Unito                | 4                 |
| Regno Unito (rock & metal) | 1                 |
| Stati Uniti                | 2                 |
| Svezia                     | 4                 |
| Svizzera                   | 5                 |
| Ungheria                   | 4                 |

### Classifiche di fine anno
| Classifica (2001) | Posizione |
| ----------------- | --------- |
| Australia         | 15        |
| Austria           | 6         |
| Belgio (Fiandre)  | 8         |
| Finlandia         | 5         |
| Germania          | 4         |
| Irlanda           | 12        |
| Italia            | 33        |
| Nuova Zelanda     | 1         |
| Paesi Bassi       | 47        |
| Regno Unito       | 13        |
| Stati Uniti       | 6         |
| Svezia            | 3         |
| Svizzera          | 29        |
| Classifica (2002) | Posizione |
| Australia         | 17        |
| Austria           | 23        |
| Belgio (Fiandre)  | 39        |
| Germania          | 45        |
| Nuova Zelanda     | 11        |
| Paesi Bassi       | 53        |
| Regno Unito       | 85        |
| Stati Uniti       | 5         |
| Svezia            | 58        |
| Svizzera          | 30        |
| Classifica (2017) | Posizione |
| Italia            | 87        |
| Classifica (2020) | Posizione |
| Belgio (Fiandre)  | 100       |
| Germania          | 100       |
| Classifica (2021) | Posizione |
| Belgio (Fiandre)  | 125       |
| Belgio (Vallonia) | 182       |
| Portogallo        | 44        |
| Stati Uniti       | 196       |
| Classifica (2022) | Posizione |
| Belgio (Fiandre)  | 102       |
| Belgio (Vallonia) | 156       |
| Classifica (2023) | Posizione |
| Portogallo        | 27        |
| Ungheria          | 94        |
| Classifica (2024) | Posizione |
| Croazia           | 25        |
| Polonia           | 69        |
| Portogallo        | 29        |
| Ungheria          | 49        |

### Classifiche di fine decennio
| Classifica (2000–2009) | Posizione |
| ---------------------- | --------- |
| Stati Uniti            | 11        |

### Classifiche di fine secolo
| Classifica (2000-2024) | Posizione |
| ---------------------- | --------- |
| Stati Uniti            | 21        |